# Tanja Brzakovic
Tanja Brzakovic (serbisch-kyrillisch Тања Брзаковић; * 1973 in Belgrad) ist eine serbische Filmregisseurin, Drehbuchautorin und Dokumentarfilmerin.

## Leben
Tanja Brzakovic wurde in Belgrad geboren. Sie studierte Film- und TV-Regie an der Universität Belgrad und schloss im Anschluss von 2000 bis 2002 ein Aufbaustudium an der Hamburg Media School ab. Während ihres dortigen Studiums drehte sie den Kurzfilm Hochzeitstag, für den sie mit dem Shocking Shorts Award des Pay-TV-Senders 13th Street ausgezeichnet wurde. Der Preis wurde im Rahmen des Filmfest München verliehen.
Nach Beendigung ihres Studiums folgte ihr Debütspielfilm Geisterstunde. Es folgten weitere Regiearbeiten, vor allem im serbischen Raum sowie in Hamburg und Berlin. Ihr 2018 veröffentlichter Dokumentarfilm The Chinese Will Come handelt von chinesischen Migranten in Serbien. Die Deutschlandpremiere fand beim Dok.fest München 2019 statt. Life of a Mutt erschien 2020 und erzählt vom Schicksal von Straßenhunden.
Sie engagiert sich seit 2009 beim Verein Startart und leitet Workshops für Kinder, Jugendliche und junge Erwachsene, unter anderem bei der von ihr und Jelena Bosanac gegründeten Filmwerkstatt Perlenkind.

## Filmografie
- 2000: Durchreise (Kurzfilm)
- 2001: Hochzeitstag (Kurzfilm)
- 2002: Hier bei mir (Kurzfilm)
- 2005: Geisterstunde
- 2008: Jelenas Welt (Jelenin svet) (Dokumentarfilm)
- 2016: Jovica i njegovi zubi
- 2018: The Chinese Will Come (Doci ce zuti ljudi sa istoka i piti vodu sa Morave) (Dokumentarfilm)
- 2019: Wille Gottes (Volja Bozija) (Kurzfilm)
- 2020: Life of a Mutt (Prizori iz zivota dzukca) (Dokumentarfilm)
- 2021: If… (Kurzfilm)
- 2022: Lupus in fabula (Kurzfilm)